# Space Station Silicon Valley
Space Station Silicon Valley ist ein am 1. Oktober 1998 erschienenes Abenteuerspiel für Nintendo 64, später auch für Game Boy Color und eine PlayStation-Variante mit einem anderen Namen im Jahr 2000, Evo's Space Adventures. Die Entwicklung des Titels übernahm das schottische Unternehmen DMA Design (mittlerweile bekannt als Rockstar North, u. a. Entwickler der Grand-Theft-Auto-Serie).

## Handlung
Das Spiel handelt von einer Raumstation, Lebensraum von etlichen Tieren, welche im Jahre 2001 verschwunden ist. Obwohl man dachte, die Station wäre für immer verschwunden, taucht sie im Jahr 3000 erneut auf, und ein Mitentwickler, Professor Cheese, startet eine Exkursion zu der Station. Für diese Exkursion wurde ein Duo engagiert, Dan und sein Partner Evo, die den Auftrag haben, die Station zu untersuchen und die Gründe für das Verschwinden herauszufinden. Sie finden heraus, dass in den über 1000 Jahren, die vergangen sind, die Tiere weitergelebt haben und gelernt haben, mit Technologie umzugehen, wie beispielsweise ein elektrischer Fuchs mit motorisierten Rädern. Sie finden heraus, dass die Station in ihrer Umlaufbahn mit der Erde kollidieren wird, wodurch es des Spielers Mission wird, die Menschheit zu retten.
Der Spieler nimmt die Rolle eines Roboters namens Evo ein, der bei dem Sturz in die Station so stark beschädigt wurde, das er lediglich ein Microchip ist. Er ist in der Lage, den Körper von Tieren beizutreten und sie zu steuern, wodurch er besondere Fähigkeiten erhält, die er nutzen kann, um Rätsel zu lösen. Dan steckt in dem Schiff fest und kann nichts anderes tun als Evo durch Funkkontakt zu helfen.
Ziel des Spieles ist es, Evo erfolgreich durch die diversen Gebiete des Spieles zu bringen und dabei die Einzelteile des Roboters wiederzufinden. Die Einzelteile werden dazu benötigt, den Roboter wieder zusammenzubauen, um letztendlich beim Endkampf gewappnet zu sein.

## Kritik
Das Spiel hat ein paar technische Probleme und stürzt, besonders in Verbindung mit dem Expansion Pak, oft ab.
Des Weiteren soll es Fehler geben, die es verhindern, das Spiel vollständig durchspielen zu können.
Dennoch wurde das Spiel von Kritikern recht gut aufgenommen.

## Trivia
Szenen aus dem Spiel wurden für das Musikvideo zu dem Lied „Twift Shoeblade“ aus dem 1997 erschienenen Album „Autoditacker“ von Mouse on Mars verwendet.